# Murbach
Murbach je občina v departmaju Haut-Rhin francoske regije Alzacija.
Leta 1990 je v občini živelo 116 oseb oz. 17 oseb/km².